# Rivarolo Canavese
Rivarolo Canavese is een gemeente in de Italiaanse provincie Turijn (regio Piëmont) en telt 12.366 inwoners (2021). De oppervlakte bedraagt 32,3 km², de bevolkingsdichtheid is 371 inwoners per km².
De volgende frazioni maken deel uit van de gemeente: Vesignano, Pasquaro, Argentera.

## Demografie
Rivarolo Canavese telt ongeveer 5003 huishoudens. Het aantal inwoners steeg in de periode 1991-2001 met 2,0% volgens cijfers uit de tienjaarlijkse volkstellingen van ISTAT.
| Jaar | Inwoneraantal |
| ---- | ------------- |
| 1991 | 11.737        |
| 2001 | 11.976        |

## Geografie
De gemeente ligt op ongeveer 304 m boven zeeniveau.
Rivarolo Canavese grenst aan de volgende gemeenten: Castellamonte, Salassa, Ozegna, Favria, Ciconio, Lusigliè, Feletto, Oglianico, Bosconero, Rivarossa, Lombardore.